# Montonvillers
Montonvillers é uma comuna francesa na região administrativa de Altos da França, no departamento de Somme. Estende-se por uma área de 1,48 km². Em 2010 a comuna tinha 83 habitantes (densidade: 56,1 hab./km²).